# Agira
Pour l'AGIRA, voir Association pour la gestion des informations sur le risque en assurance.
Agira est une commune italienne de la province d'Enna, dans la région Sicile.

## Géographie

### Communes limitrophes
Assoro, Castel di Judica, Catenanuova, Enna, Gagliano Castelferrato, Nissoria, Ramacca, Regalbuto

## Histoire
En mai 2021, les deux millions de mètres cubes d'eau du lac artificiel de Sciaguana (formé par un barrage au sud-est de la commune) disparaissent « du jour au lendemain » ne laissant derrière eux qu'un sol boueux et des centaines de carcasses de poissons,. 

## Culture

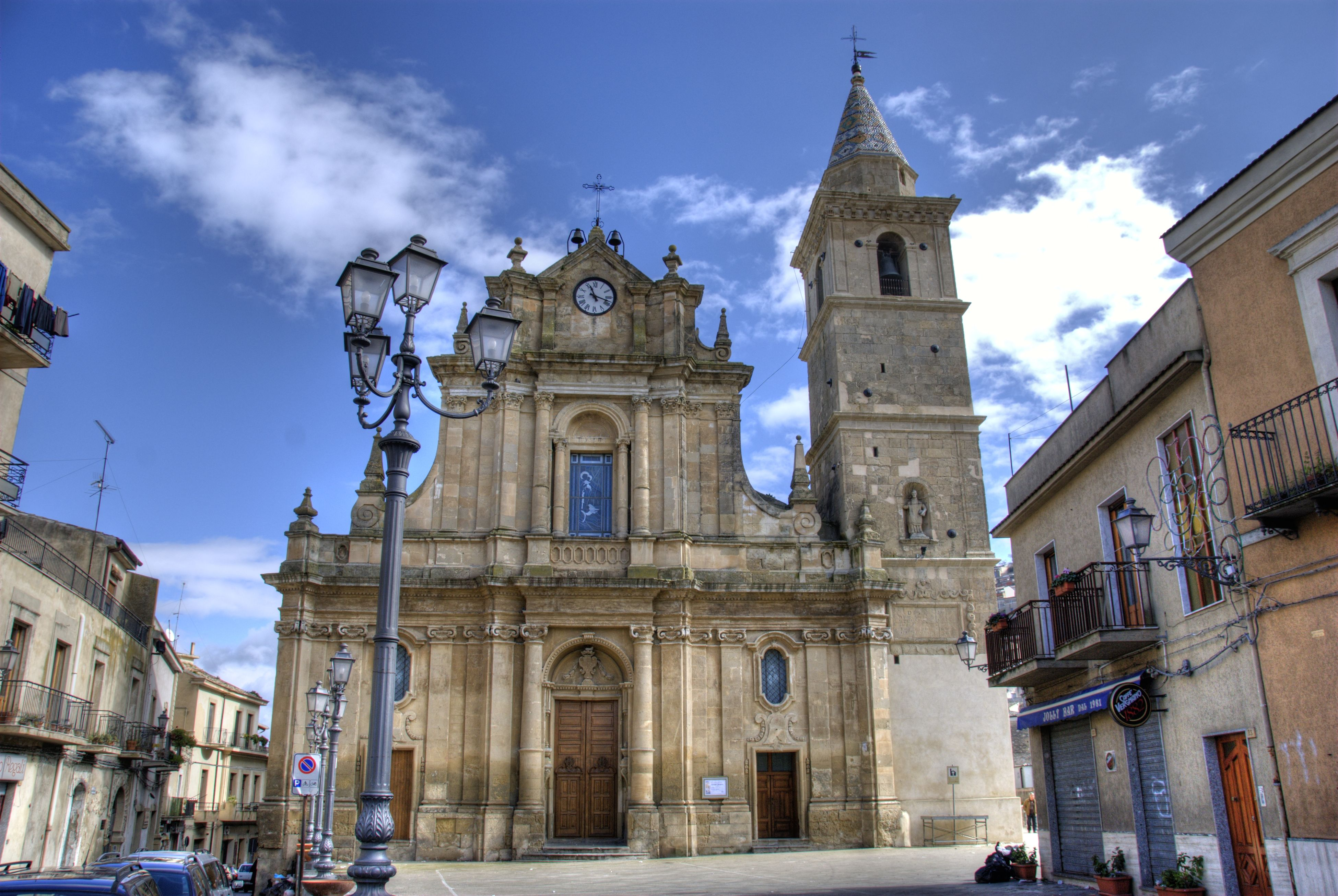
L'église Saint-Antoine-de-Padoue.

## Administration
| Période         | Période  | Identité            | Étiquette                 | Qualité |
| --------------- | -------- | ------------------- | ------------------------- | ------- |
| 07 octobre 2020 | En cours | Maria Gaetana Greco | liste civique Volare alto |         |